# Kōji Shitara
Kōji Shitara (設楽 幸嗣?, Shitara Kōji; Yamagata, 4 giugno 1946) è un compositore, arrangiatore e attore giapponese.

## Biografia
Nativo di Yamagata, iniziò la propria carriera come attore bambino.
Tra le sue interpretazioni più celebri figurano quelle ne Il sapore del riso al tè verde (1952), Buon giorno (1959) e Tardo autunno (1960)

## Filmografia parziale
- Tonkatsu taishō (とんかつ 大将), regia di Yūzō Kawashima (1952)
- Il sapore del riso al tè verde (お茶漬けの味?, Ochazuke no aji), regia di Yasujirō Ozu (1952)
- Jokyū, regia di Yasuki Chiba (1955)
- Kodomo no me (子供の眼), regia di Yoshirō Kawazu (1956)
- Kiiroi karasu (黄色いからす), regia di Heinosuke Gosho (1957)
- Buon giorno (お早よう?, Ohayō), regia di Yasujirō Ozu (1959)
- Tardo autunno (秋日和?, Akibiyori), regia di Yasujirō Ozu (1960)
- The Big Wave, regia di Tad Danielewski (1961)
- Ohanahan (おはなはん), regia di Yoshitarō Nomura (1966)